# Axel Roeder
Axel Roeder (* 1941 in Berlin) ist ein deutscher Forstwissenschaftler und war Direktor der Forschungsanstalt für Waldökologie und Forstwirtschaft (FAWF) in Trippstadt.

## Leben
Axel Roeder studierte Forstwirtschaft in Göttingen und Freiburg, promovierte 1970 in Göttingen und habilitierte 1974 in Freiburg. 1970 folgte nach dem Staatsexamen die Mitarbeit an der Hessischen Forsteinrichtungsanstalt. Von 1971 bis 1974 war er wissenschaftlicher Assistent an der Abteilung Forstliche Biometrie der Universität in Freiburg. Von 1974 bis 1979 war er u. a. Hilfsreferent für Betriebswirtschaft am Hessischen Ministerium für Landwirtschaft, Naturschutz und Forsten, danach von 1980 bis 1986 Forstamtsleiter in Usingen. Ab 1986 war er zunächst stellvertretender Direktor, dann ab 1987 bis zu seiner Pensionierung im Jahre 2006 Direktor der Forschungsanstalt für Waldökologie und Forstwirtschaft des Landes Rheinland-Pfalz. Er ist verheiratet und hat vier Kinder und lebt in Trippstadt.

## Wirken
Als Direktor der FAWF und Professor an der Universität Freiburg arbeitete er zusammen mit seinen Mitarbeitern und Studenten über Biometrie, Inventur zu Monitoringforschung, Organisationslehre, Personallehre, Betriebswirtschaftslehre, Controlling, Marketing, Forsteinrichtung, betriebspolitisches Handeln in gesellschaftlichen Konfliktfeldern, zu Waldökologie, Naturschutz, Waldpädagogik, Bedeutung von Forstwirtschaft und Wald im ländlichen Raum zu Fragen des Tourismus und vieles mehr.
Axel Roeder engagierte sich fast 30 Jahren aktiv in der IUFRO. Von 1978 bis 1986 war er stellvertretender Leiter der IUFRO-Fachgruppe „Statistische Methoden, Mathematik und Computer“ und von 1987 bis 1990 stellvertretender Koordinator der IUFRO-Abteilung „Allgemeine Fachgebiete“. Für die Zeit von 1991 bis 1995 übernahm Axel Roeder die Koordination der IUFRO-Abteilung „Inventur-, Zuwachs-, Ertrags- und Betriebslehre und Biometrie“. Seit 1996 gehört er schließlich zum Internationalen Rat der IUFRO.
Seit 2011 ist er Mitglied im Beirat des Kompetenzzentrums für Klimawandelfolgen Rheinland-Pfalz.

## Auszeichnungen
- IUFRO-Award for distinguished services
- 2010 Verdienstorden des Landes Rheinland-Pfalz

## Veröffentlichungen
Neben über sechzig Veröffentlichungen in Fachzeitschriften ist er mit Gerhard Oesten Verfasser des Lehrbuches „Management von Forstbetrieben“.

## Weblink
- "Forstliche Forschung – Grundlage für eine zukunftsfähige Forstwirtschaft" in "Mitteilungen aus der Forschungsanstalt für Waldökologie und Forstwirtschaft" Nr. 65/08